# Neue Philologische Untersuchungen
Die Neuen Philologischen Untersuchungen sind eine Schriftenreihe, die von 1926 bis 1937 vom Berliner Altphilologen Werner Jaeger herausgegeben wurde. Sie setzte die Philologischen Untersuchungen von Adolph Kießling und Ulrich von Wilamowitz-Moellendorff fort, die von 1880 bis 1925 in 36 Bänden erschienen waren.
In der Reihe erschienen besonders Erstlingsschriften der zahlreichen Schüler Jaegers. Nach seiner Emigration in die Vereinigten Staaten (1936) lief die Reihe aus.

## Liste der Bände
| Nr. | Autor                 | Titel                                                                                        | Jahr | Bemerkungen             |
| --- | --------------------- | -------------------------------------------------------------------------------------------- | ---- | ----------------------- |
| 1   | Richard Harder        | „Ocellus Lucanus“. Text und Kommentar                                                        | 1926 | erweiterte Dissertation |
| 2   | Wolfgang Schadewaldt  | Monolog und Selbstgespräch. Untersuchungen zur Formgeschichte der griechischen Tragödie      | 1926 | erweiterte Dissertation |
| 3   | Harald Fuchs          | Augustin und der antike Friedensgedanke. Untersuchungen zum neunzehnten Buch der Civitas Dei | 1926 | erweiterte Dissertation |
| 4   | Friedrich Solmsen     | Die Entwicklung der aristotelischen Logik und Rhetorik                                       | 1929 | Habilitationsschrift    |
| 5   | Max Warburg           | Zwei Fragen zum „Kratylos“                                                                   | 1929 | Dissertation            |
| 6   | Erwin Wolff           | Platos Apologie                                                                              | 1929 | erweiterte Dissertation |
| 7   | Richard Rudolf Walzer | Magna Moralia und aristotelische Ethik                                                       | 1929 | erweiterte Dissertation |
| 8   | Friedrich Solmsen     | Antiphonstudien: Untersuchungen zur Entstehung der attischen Gerichtsrede                    | 1931 |                         |
| 9   | Fritz Hellmann        | Herodots Kroisos-Logos                                                                       | 1934 | erweiterte Dissertation |
| 10  | Hermann Langerbeck    | ΔΟΣΙΣ ΕΠΙΡΥΣΜΙΗ: Studien zu Demokrits Ethik und Erkenntnislehre                              | 1935 | erweiterte Dissertation |
| 11  | Jürgen Kroymann       | Sparta und Messenien: Untersuchungen zur Überlieferung der Messenischen Kriege               | 1937 | erweiterte Dissertation |